# Dörtdivan
Dörtdivan est une ville et un district de la province de Bolu dans la région de la mer Noire en Turquie.